# Aeroporto di Kangerlussuaq
L'Aeroporto di Kangerlussuaq  (in kalaallisut Mittarfik Kangerlussuaq, in danese Søndre Strømfjord Lufthavn) (IATA: SFJ, ICAO: BGSF), è uno dei pochi aeroporti internazionali della Groenlandia.
Gli aeroporti di Søndre Strømfjord e di Narsarsuaq sono gli unici in grado di gestire l'Airbus A330-200 della compagnia groenlandese (Air Greenland).
Un tempo le autorità americane sostennero l'idea della costruzione di una strada da Kangerlussuaq al secondo maggior aeroporto, a Narsarsuaq, diverse centinaia di chilometri verso sud. L'idea fu abbandonata dopo il fallimento di alcuni studi di fattibilità.

## Galleria d'immagini

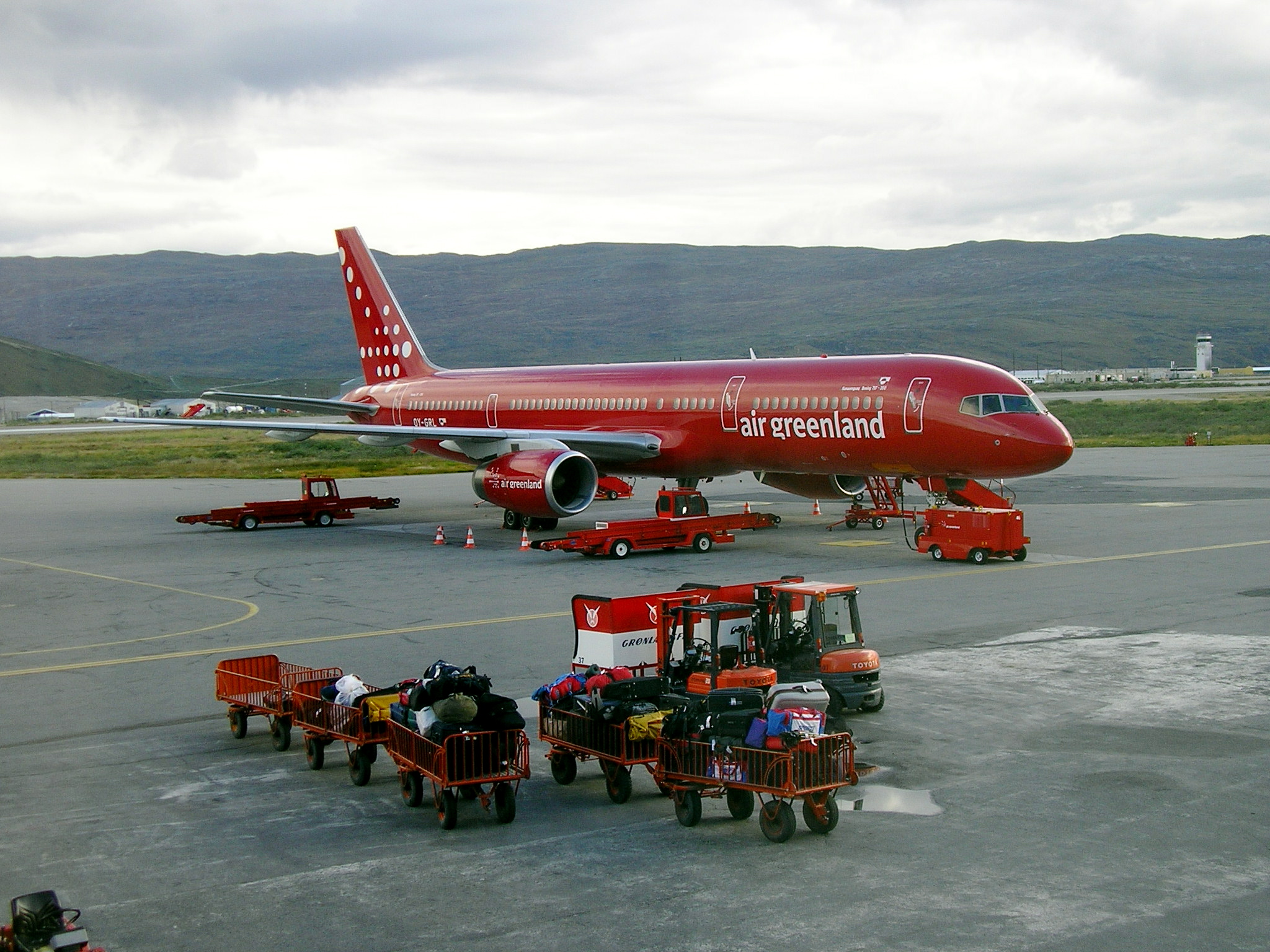
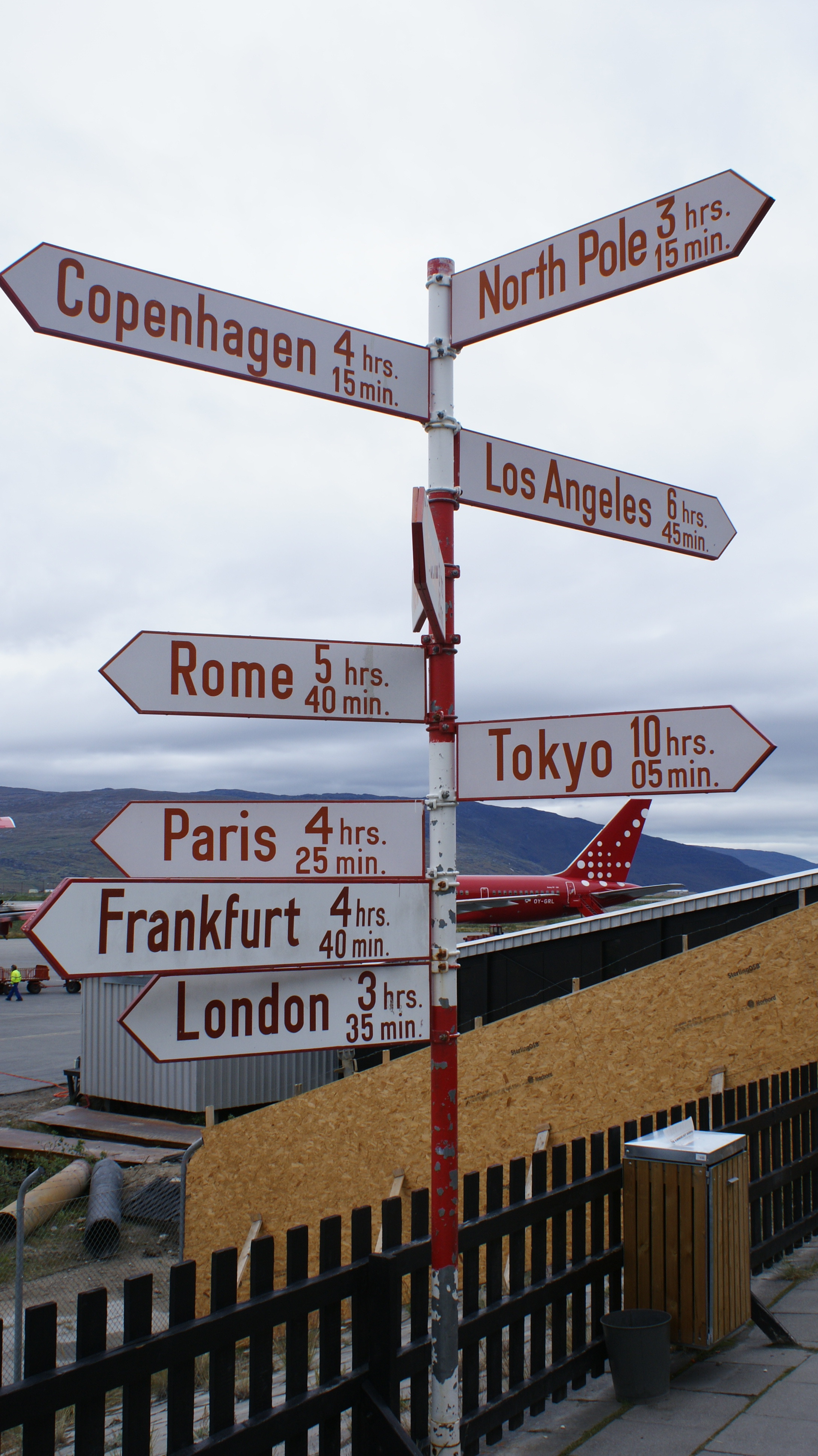
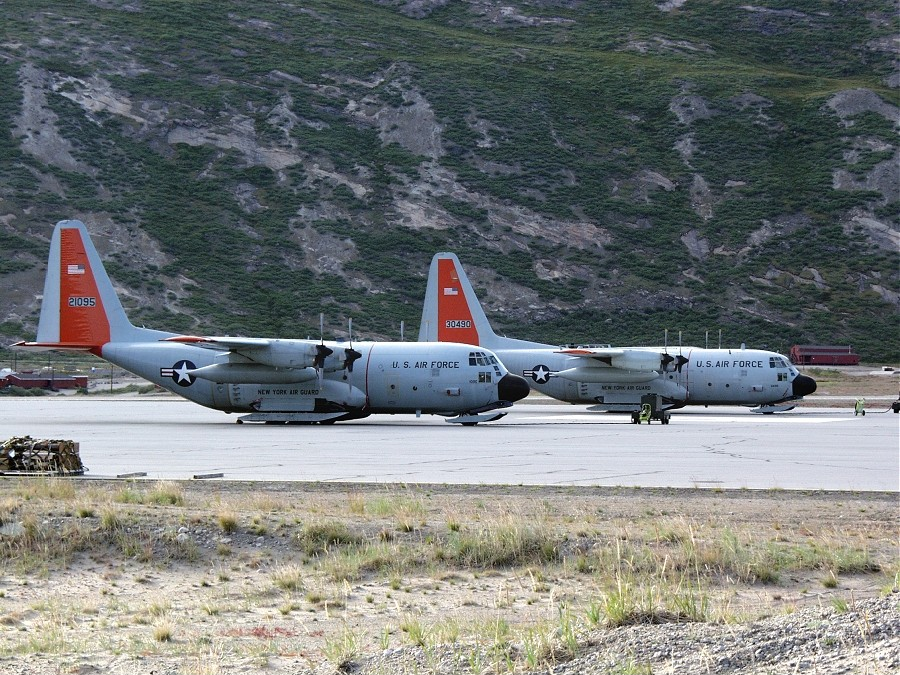
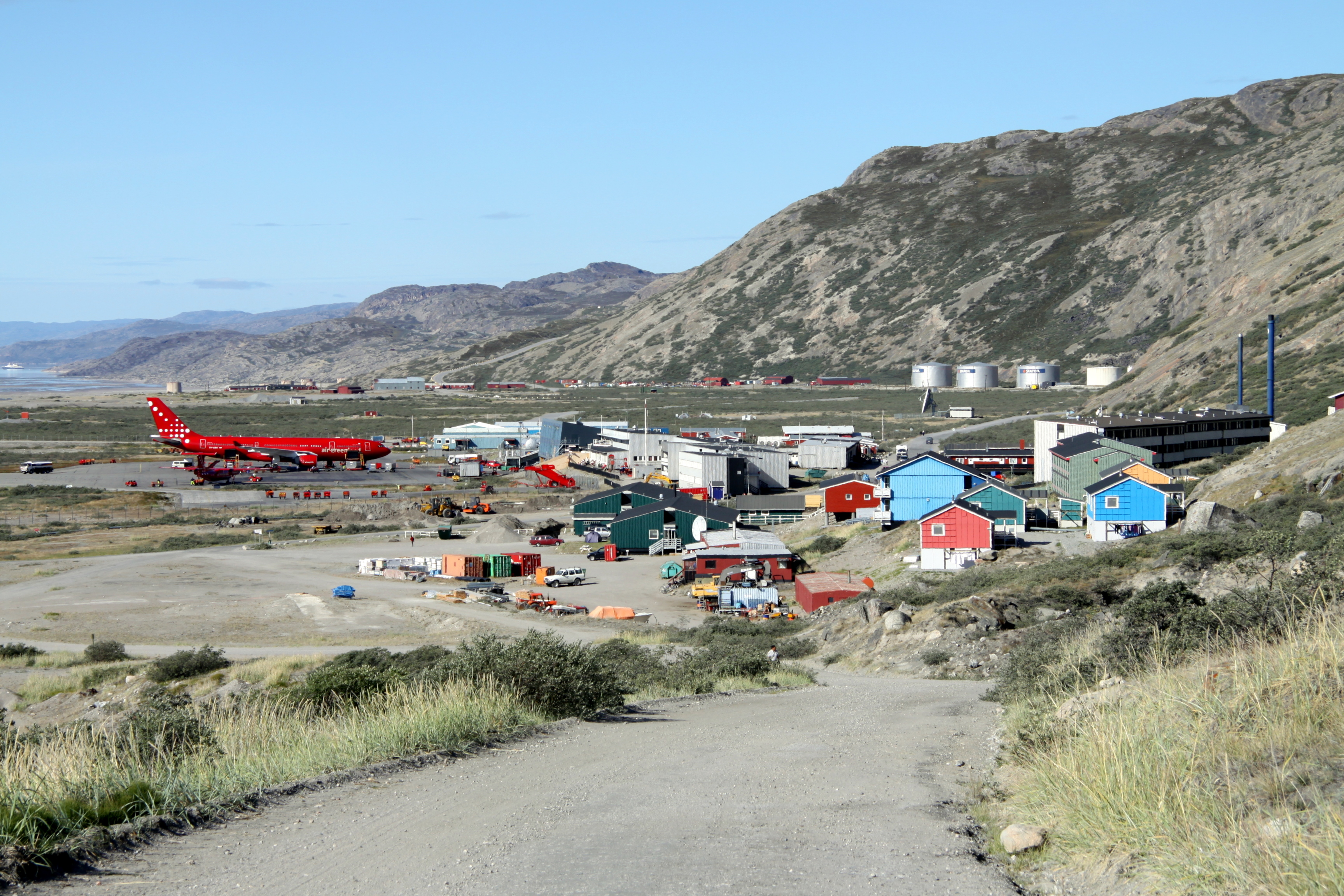
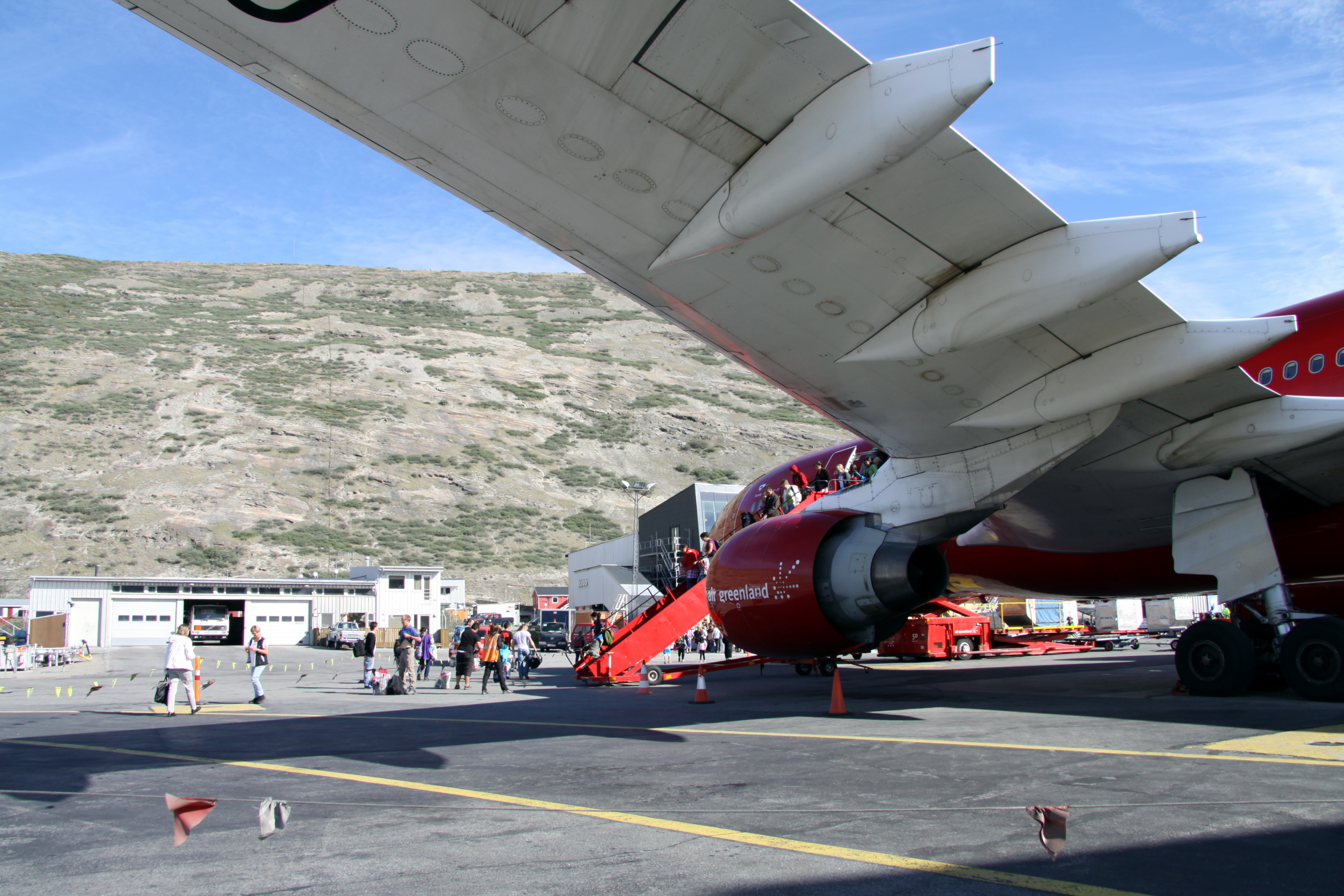